# Piilijärvi
Piilijärvi är en by i Jukkasjärvi socken, Kiruna kommun, belägen nordost om sjön Piilijärvi. Vid folkräkningen 1890 hade orten 35 invånare och i augusti 2016 fanns det enligt Ratsit 13 personer över 16 år registrerade med Piilijärvi som adress.